# 카린 로이펠트
카린 로이펠트(Carine Roitfeld, 1954년 9월 19일 ~ )는 프랑스의 패션 언론인, 작가, 전직 모델이다. 2001년부터 2011년 1월까지 보그 파리의 편집장으로 활동했으며, 현재는 "CR 패션 북"의 창립자이자 편집장이다.